# 全民国防教育法
全民国防教育法（ぜんみんこくぼうきょういくほう/繁体字中国語:全民國防教育法）とは、中華民国（台湾）の法律である。

## 概要
全民国防教育法は、中華民国憲法第20条の「兵役の義務」に基づき、1992年に全民国防が提唱され、その理念を実行するために整備された一連の法律群の一つである。この法律は2005年に制定され、青少年の愛国心と国防に対する意識の向上を目的として施行されている。

## 教育
中華民国の学校教育において、国防教育は「必修科目」とされていて、全民国防の理念を実行する上での心理面の備えとして実施している。

### 実技的教育
一部の学校では、現役軍人を教官として派遣し、エアガンを使用して実際の戦場を模したブースで戦闘を擬似体験したり、フライトシミュレーションを使用して、軍用航空機の操縦を擬似体験するといった実技的な教育がなされている。